# تون كور
تون كور (بالإنجليزية: Tune Core)‏ هي خدمة توزيع رقمي ونشر وترخيص للموسيقى الرقمية ومقرها في بروكلين بنيويورك تأسست في 2005م تُقدم للموسيقين توزيع أعمالهم على المنصات الموسيقية من خلال تجار التجزئة على ديزر وأبل ميوزك ويوتيوب ميوزيك وأمازون ميوزك.